# Liste des plus grands lacs et étangs de France
 (décembre 2007).
Si vous disposez d'ouvrages ou d'articles de référence ou si vous connaissez des sites web de qualité traitant du thème abordé ici, merci de compléter l'article en donnant les références utiles à sa vérifiabilité et en les liant à la section « Notes et références ».
Cet article recense les plus grands lacs, lagunes et  étangs de France.

## Liste

### Étendues d'eau naturelles
Cette section recense les plans d'eau naturels d'au moins 1 km2. La liste est vraisemblablement exhaustive pour les lacs et étangs de France métropolitaine, mais ne l'est pas pour la France d'outre-mer.
| Nom                                                                                  | Superficie (km²) | Profondeur (m) | Régions                      | Notes |
| ------------------------------------------------------------------------------------ | ---------------- | -------------- | ---------------------------- | --- |
| Lac Léman                                                                            | 234              | 309,7          | Auvergne-Rhône-Alpes, Suisse | Avec un total de 582,4 km², est le plus grand lac naturel d'Europe occidentale (l'IJsselmeer et le Markermeer, artificiels, sont plus grands)                                                                 |
| Étang de Berre                                                                       | 155              | 9              | Provence-Alpes-Côte d'Azur   | Étang côtier d'eau salée relié à la mer Méditerranée, plus grand lac naturel intégralement situé en France ; comprend l'étang de Vaïné (23,2 km2)                                                             |
| Étang de Thau                                                                        | 75,0             | 8              | Occitanie                    | Étang côtier d'eau salée relié à la mer Méditerranée, situé à la même altitude que la mer |
| Étang de Vaccarès                                                                    | 63,3             | 2              | Provence-Alpes-Côte d'Azur   | Étang d'eau salée ou saumâtre, relié à la mer Méditerranée |
| Lac d'Hourtin et de Carcans                                                          | 58,3             | 12             | Nouvelle-Aquitaine           | Lac d'eau douce. Bien que d'une surface continue, il est divisé administrativement en deux parties : lac d'Hourtin sur la commune d'Hourtin : 32,7 km2 et lac de Carcans sur la commune de Carcans : 25,6 km2 |
| Lac de Cazaux et de Sanguinet                                                        | 55,6             | 26             | Nouvelle-Aquitaine           | |
| Étang de Leucate, Le Paurel et sagne d'Opoul                                         | 54,8             | 1              | Occitanie                    | Étang d'eau salée, relié à la mer Méditerranée et situé à la même altitude |
| Lac de Grand-Lieu                                                                    | 54,2             | 4              | Pays de la Loire             | D'une superficie très fluctuante, variant entre 35 et 63 km2, car situé dans un terrain très plat ; plus grand lac naturel de plaine de France en hiver                                                       |
| Marais de la Brière                                                                  | 47,2             |                | Pays de la Loire             | |
| Lac du Bourget                                                                       | 44               | 145            | Auvergne-Rhône-Alpes         | Plus grand lac d'origine glaciaire situé intégralement en France |
| Étang de Bages-Sigean, étang de La Sèche, étang de L'Aute et étang de Peyriac-De-Mer | 37               |                | Occitanie                    | |
| Étang de Biscarrosse et de Parentis                                                  | 32,1             | 12             | Nouvelle-Aquitaine           | |
| Étang de l'Or                                                                        | 31,4             | 36             | Occitanie                    | Lagune d'eau salée, située à la même altitude que la mer Méditerranée et reliée à elle ; également nommé étang de Mauguio                                                                                     |
| Lac Marville                                                                         | 27               |                | Îles Kerguelen               | Lac côtier |
| Lac d'Annecy                                                                         | 26,4             | 82             | Auvergne-Rhône-Alpes         | |
| Lac de Lacanau                                                                       | 16,4             | 7              | Nouvelle-Aquitaine           | |
| Étang de Vendres                                                                     | 15,4             | 1              | Occitanie                    | |
| Étang de l'Impérial                                                                  | 13,9             |                | Provence-Alpes-Côte d'Azur   | |
| Étang de Biguglia                                                                    | 13,7             | 1              | Corse                        | Lagune, située à la même altitude que la mer |
| Étang de l'Ayrolle                                                                   | 13,3             | 1,5            | Occitanie                    | |
| Étang de Malagroy                                                                    | 10,6             |                | Provence-Alpes-Côte d'Azur   | |
| Étang de Vic                                                                         | 9,7              |                | Occitanie                    | Étang d'eau salée, relié à la mer Méditerranée; un des étangs palavasiens |
| Lagune du Grand Barachois                                                            | 9                | 39             | Saint-Pierre-et-Miquelon     | Lagune, située à la même altitude que la mer |
| Lagon de Simpson Bay                                                                 | 9                | 38             | Saint-Martin                 | Sur l'île de Saint-Martin, partagé entre France et royaume de Pays-Bas ; environ 5 km2 en France |
| Lac Bontemps                                                                         | 8,3              |                | Îles Kerguelen               | |
| Lac d'Entr'Aigues                                                                    | 8,3              |                | Îles Kerguelen               | |
| Étang d'Urbino                                                                       | 7,9              |                | Corse                        | Lagune maritime |
| Lac d'Asté                                                                           | 6,8              |                | Îles Kerguelen               | |
| Lagunes de Beauduc                                                                   | 6,5              |                | Provence-Alpes-Côte d'Azur   | |
| Étang de Canet-Saint-Nazaire                                                         | 6,4              |                | Occitanie                    | |
| Lac des Trois Cantons                                                                | 6,3              |                | Îles Kerguelen               | |
| Étang de Bolmon                                                                      | 6                |                | Provence-Alpes-Côte d'Azur   | |
| Cuvette du Lairan                                                                    | 5,9              |                | Occitanie                    | |
| Étang de La Palme                                                                    | 5,9              |                | Occitanie                    | |
| Étang de l'Arnel                                                                     | 5,9              |                | Occitanie                    | Étang d'eau salée, relié à la mer Méditerranée; un des étangs palavasiens |
| Étang de Scamandre                                                                   | 5,8              |                | Occitanie                    | |
| Étang de Lindre                                                                      | 5,7              |                | Grand Est                    | |
| Lac d'Hermance                                                                       | 5,6              |                | Îles Kerguelen               | |
| Lac de Chamonix                                                                      | 5,6              |                | Îles Kerguelen               | |
| Marais d'Orx                                                                         | 5,5              |                | Nouvelle-Aquitaine           | |
| Étang de Diane                                                                       | 5,5              |                | Corse                        | Lagune maritime |
| Lac d'Aiguebelette                                                                   | 5,4              |                | Auvergne-Rhône-Alpes         | |
| Lac de Saint-Point                                                                   | 5,2              | 43             | Bourgogne-Franche-Comté      | |
| Étang de Beauduc                                                                     | 5,2              |                | Provence-Alpes-Côte d'Azur   | |
| Étang du Charnier                                                                    | 5,2              |                | Occitanie                    | |
| Étang d'Ingril                                                                       | 5,1              |                | Occitanie                    | Étang d'eau salée, relié à la mer Méditerranée; un des étangs palavasiens |
| Étang du Roi                                                                         | 5                |                | Occitanie                    | |
| Lac Sibélius                                                                         | 5                |                | Îles Kerguelen               | |
| Étang de Galabert                                                                    | 4,9              |                | Provence-Alpes-Côte d'Azur   | |
| Étang du Vaisseau                                                                    | 4,9              |                | Provence-Alpes-Côte d'Azur   | |
| Étang de Monro                                                                       | 4,8              |                | Provence-Alpes-Côte d'Azur   | |
| Étang de Brasol                                                                      | 4,6              |                | Provence-Alpes-Côte d'Azur   | |
| Étang du Méjean                                                                      | 4,6              |                | Occitanie                    | Étang d'eau salée, relié à la mer Méditerranée; un des étangs palavasiens |
| Étang du Lion                                                                        | 4,3              |                | Provence-Alpes-Côte d'Azur   | |
| Étang de Soustons                                                                    | 4,2              | 2              | Nouvelle-Aquitaine           | |
| Étang du Fournelet                                                                   | 4,1              |                | Provence-Alpes-Côte d'Azur   | |
| Étang de Saint-Paul                                                                  | 4,1              |                | La Réunion                   | Lac côtier |
| Lac de Paladru                                                                       | 3,6              |                | Auvergne-Rhône-Alpes         | |
| Étang de Consécanière                                                                | 3,5              |                | Provence-Alpes-Côte d'Azur   | |
| Étang du Fangassier                                                                  | 3,3              |                | Provence-Alpes-Côte d'Azur   | |
| Étang de Léon                                                                        | 3,3              |                | Nouvelle-Aquitaine           | |
| Étang du Grand Rascaillon                                                            | 3,3              |                | Provence-Alpes-Côte d'Azur   | |
| Étang de Gondrexange                                                                 | 3,3              |                | Grand Est                    | |
| Étang de Lavalduc                                                                    | 3,3              |                | Provence-Alpes-Côte d'Azur   | |
| Étang d'Aureilhan                                                                    | 3,3              |                | Nouvelle-Aquitaine           | |
| Étang de Rolland                                                                     | 3,1              |                | Provence-Alpes-Côte d'Azur   | |
| Étang du Repaus                                                                      | 3                |                | Occitanie                    | |
| Étang de Caitives                                                                    | 2,9              |                | Occitanie                    | |
| Étang de Pierre Blanche                                                              | 2,8              |                | Occitanie                    | Étang d'eau salée, relié à la mer Méditerranée; un des étangs palavasiens |
| Clos de l'Arameau                                                                    | 2,6              |                | Provence-Alpes-Côte d'Azur   | |
| Clos du Repausset Levant                                                             | 2,6              |                | Occitanie                    | |
| Étang de Pérols                                                                      | 2,6              |                | Occitanie                    | Étang d'eau salée, relié à la mer Méditerranée; un des étangs palavasiens |
| Étang du Prévost                                                                     | 2,5              |                | Occitanie                    | Étang d'eau salée, relié à la mer Méditerranée; un des étangs palavasiens |
| Rhône de Saint-Roman                                                                 | 2,4              |                | Occitanie                    | |
| Plan de Peyre                                                                        | 2,4              |                | Occitanie                    | |
| Étang des Fourneaux                                                                  | 2,3              |                | Provence-Alpes-Côte d'Azur   | |
| Étang de la Horre                                                                    | 2,3              |                | Grand Est                    | |
| Étang de Bischwald                                                                   | 2,3              |                | Grand Est                    | |
| Lac de Chalain                                                                       | 2,3              |                | Bourgogne-Franche-Comté      | |
| Étang de la Ville                                                                    | 2,3              |                | Occitanie                    | |
| Baisse de Quenin                                                                     | 2,1              |                | Provence-Alpes-Côte d'Azur   | |
| Étang de l'Olivier                                                                   | 2                |                | Provence-Alpes-Côte d'Azur   | |
| Grand Étang de Miquelon                                                              | 2                |                | Saint-Pierre-et-Miquelon     | Lagune, située à la même altitude que la mer |
| Étang de Mirande                                                                     | 2                |                | Saint-Pierre-et-Miquelon     | Lagune, située à la même altitude que la mer |
| Étang du Bagnas                                                                      | 1,9              |                | Occitanie                    | |
| Étang du Ponant                                                                      | 1,9              |                | Occitanie                    | |
| Étang Blanc                                                                          | 1,9              |                | Nouvelle-Aquitaine           | |
| Étang de la Galère                                                                   | 1,9              |                | Provence-Alpes-Côte d'Azur   | |
| Plaine de Saint-Jean                                                                 | 1,8              |                | Occitanie                    | |
| Étang des Moures                                                                     | 1,8              |                | Occitanie                    | Étang d'eau salée, relié à la mer Méditerranée; un des étangs palavasiens |
| Étang de la Dame                                                                     | 1,8              |                | Provence-Alpes-Côte d'Azur   | |
| Étang des Launes                                                                     | 1,8              |                | Provence-Alpes-Côte d'Azur   | |
| Étang des Pesquiers                                                                  | 1,7              |                | Provence-Alpes-Côte d'Azur   | |
| Boire de Launay et boire de Logné                                                    | 1,7              |                | Pays de la Loire             | |
| Étang du Crey                                                                        | 1,7              |                | Occitanie                    | |
| Grand Étang de Birieux                                                               | 1,6              |                | Auvergne-Rhône-Alpes         | |
| Baisse des Béchets                                                                   | 1,6              |                | Provence-Alpes-Côte d'Azur   | |
| Étang de Fer                                                                         | 1,6              |                | Provence-Alpes-Côte d'Azur   | |
| Étang de Ginès                                                                       | 1,5              |                | Provence-Alpes-Côte d'Azur   | |
| Clos des Goélands                                                                    | 1,5              |                | Provence-Alpes-Côte d'Azur   | |
| Étang du Canavérier                                                                  | 1,5              |                | Occitanie                    | |
| Étang de Grande Palun                                                                | 1,5              |                | Provence-Alpes-Côte d'Azur   | |
| Étang de la Mer Rouge                                                                | 1,4              |                | Centre-Val de Loire          | |
| Étang du Cabri                                                                       | 1,4              |                | Provence-Alpes-Côte d'Azur   | |
| Étang de Faraman                                                                     | 1,4              |                | Provence-Alpes-Côte d'Azur   | |
| Étang des Vigneaux                                                                   | 1,4              |                | Centre-Val de Loire          | |
| Étang de Gabriau                                                                     | 1,4              |                | Centre-Val de Loire          | |
| Étang du Pourra                                                                      | 1,4              |                | Provence-Alpes-Côte d'Azur   | |
| Gaze d'Escamp                                                                        | 1,3              |                | Provence-Alpes-Côte d'Azur   | |
| Lac de Nantua                                                                        | 1,3              |                | Auvergne-Rhône-Alpes         | |
| Étang de Gruissan                                                                    | 1,3              |                | Occitanie                    | |
| Étang de la Gabrière                                                                 | 1,3              |                | Centre-Val de Loire          | |
| Clos des Salants                                                                     | 1,3              |                | Provence-Alpes-Côte d'Azur   | |
| They de Sainte-Ursule                                                                | 1,3              |                | Provence-Alpes-Côte d'Azur   | |
| Clos du Jonc Marin                                                                   | 1,3              |                | Provence-Alpes-Côte d'Azur   | |
| Étang du Médard                                                                      | 1,3              |                | Occitanie                    | |
| Rhône Mort                                                                           | 1,2              |                | Occitanie                    | |
| Étang de Landes                                                                      | 1,2              |                | Nouvelle-Aquitaine           | |
| Étang du Boulet et étang du Pont-au-Marquis                                          | 1,2              |                | Bretagne                     | |
| Étang de la Grande-Rue                                                               | 1,2              |                | Centre-Val de Loire          | |
| Lac de Gérardmer                                                                     | 1,2              |                | Grand Est                    | |
| Lac de Lescouroux                                                                    | 1,12             |                | Nouvelle-Aquitaine           | |
| Grand lac de Laffrey                                                                 | 1,1              |                | Auvergne-Rhône-Alpes         | |
| Étang du Jonquier                                                                    | 1,1              |                | Provence-Alpes-Côte d'Azur   | |
| Lac de l'Entonnoir                                                                   | 1,1              |                | Bourgogne-Franche-Comté      | Sa superficie varie de 0,3 km2 à 1,5 km2 |
| Marais de Gannedel                                                                   | 1,1              |                | Bretagne                     | |
| Étang d'Icard                                                                        | 1,1              |                | Provence-Alpes-Côte d'Azur   | |
| Étang del Sale                                                                       | 1,1              |                | Corse                        | |
| Étang de la Dame                                                                     | 1,1              |                | Provence-Alpes-Côte d'Azur   | |
| Étang du Sault                                                                       | 1,1              |                | Centre-Val de Loire          | |
| Tourbière de Baupte                                                                  | 1,1              |                | Normandie                    | |
| Baisse de Cinq Cents Francs                                                          | 1,1              |                | Provence-Alpes-Côte d'Azur   | |
| Étang d'Amel                                                                         | 1,1              |                | Grand Est                    | |
| Étang du Grec                                                                        | 1,1              |                | Occitanie                    | Étang d'eau salée, relié à la mer Méditerranée; un des étangs palavasiens |
| Étang d'Engrenier                                                                    | 1                |                | Provence-Alpes-Côte d'Azur   | |
| Étang de la Marette                                                                  | 1                |                | Occitanie                    | |
| Étang de Javoulet                                                                    | 1                |                | Centre-Val de Loire          | |
| Étang de Campignol                                                                   | 1                |                | Occitanie                    | |
| Étang du Blizon                                                                      | 1                |                | Centre-Val de Loire          | |
| Clos de la Corée                                                                     | 1                |                | Provence-Alpes-Côte d'Azur   | |
| Lac du Commanday                                                                     | 1                |                | Nouvelle-Aquitaine           | |
| Étang de Trunvel                                                                     | 1                |                | Bretagne                     | |
| Lac de Laprade Basse                                                                 | 1                |                | Occitanie                    | |
| Lac de Remoray                                                                       | 1                |                | Bourgogne-Franche-Comté      | |
| Lac de Pierre-Châtel                                                                 | 1                |                | Auvergne-Rhône-Alpes         | |
| Étang de Boniface                                                                    | 1                |                | Provence-Alpes-Côte d'Azur   | |
| Lac de la dynastie Bouihed                                                           | 1                |                | Nouvelle-Aquitaine           | Grand lac situé non loin de la contrée de Saint-Colomb-de-Lauzun appartenant depuis des générations à la descendance Bouihed                                                                                  |

Nota : outre le lac Marville, seul mentionné, l'archipel des Kerguelen possède de multiples autres lacs, dont une cinquantaine dépasse 1 km2 (voir : liste des lacs des îles Kerguelen). Parmi eux, 7 font plus de 5 km2 : Bontemps, Chamonix, Entr'Aigues, Hermance, Trois Cantons, Sibélius et Asté.

### Étendues d'eau artificielles
Cette section concerne les lacs artificiels (lacs de barrage, retenues, etc.)
| Nom                           | Superficie (km²) | Profondeur (m) | Régions                                          | Cours d'eau                        | Mise en eau |
| ----------------------------- | ---------------- | -------------- | ------------------------------------------------ | ---------------------------------- | ----------- |
| Lac de Petit-Saut             | 310              |                | Guyane                                           | Sinnamary                          | 1994        |
| Lac du Der-Chantecoq          | 48               | 18             | Grand Est                                        | Marne                              | 1974        |
| Lac de Yaté                   | 40               | 7              | Nouvelle-Calédonie                               | Yaté                               | 1959        |
| Lac de Serre-Ponçon           | 28,2             | 90             | Provence-Alpes-Côte d'Azur                       | Durance                            | 1961        |
| Lac d'Orient                  | 23               | 19             | Grand Est                                        | Seine                              | 1966        |
| Lac de Sainte-Croix           | 22               | 93             | Provence-Alpes-Côte d'Azur                       | Verdon                             | 1975        |
| Lac du Temple                 | 18               | 19             | Grand Est                                        | Aube                               | 1990        |
| Lac de Vouglans               | 16               | 100            | Bourgogne-Franche-Comté                          | Ain                                | 1969        |
| Lac de Pareloup               | 12,9             | 20-30          | Occitanie                                        | Vioulou                            | 1951        |
| Lac de Grandval               | 11               | 79             | Auvergne-Rhône-Alpes                             | Truyère                            | 1959        |
| Lac de Madine                 | 11               | 14             | Grand Est                                        | Madine                             | 1965        |
| Lac de Bort-les-Orgues        | 10,7             | 110            | Auvergne-Rhône-Alpes, Nouvelle-Aquitaine         | Dordogne                           | 1952        |
| Lac de Naussac                | 10,5             | 50             | Occitanie                                        | Allier                             | 1983        |
| Lac de Sarrans                | 10               | 100            | Auvergne-Rhône-Alpes, Occitanie                  | Truyère                            | 1933        |
| Lac de Vassivière             | 9,8              | 33             | Nouvelle-Aquitaine                               | Maulde                             | 1950        |
| Lac de Villerest              | 7,7              | 59             | Auvergne-Rhône-Alpes                             | Loire                              | 1984        |
| Lac du Salagou                | 7,5              | 70             | Occitanie                                        | Salagou                            | 1969        |
| Lac du Mont-Cenis             | 6,68             |                | Auvergne-Rhône-Alpes                             | Cenise                             | 1968        |
| Lac de Monteynard-Avignonet   | 6,57             | 115            | Auvergne-Rhône-Alpes                             | Drac                               | 1962        |
| Lac de Montbel                | 5,5              | 45             | Occitanie                                        | Trière                             | 1982        |
| Lac de Saint-Étienne-Cantalès | 5,62             | 68             | Auvergne-Rhône-Alpes                             | Cère                               | 1945        |
| Lac de Pannecière             | 5,2              | 48             | Bourgogne-Franche-Comté                          | Yonne                              | 1949        |
| Lac de Castillon              | 5                | 100            | Provence-Alpes-Côte d'Azur                       | Verdon                             | 1948        |
| Lac Amance                    | 4,8              | 12             | Grand Est                                        | Aube                               |             |
| Lac de Brennilis              | 4,5              | 7              | Bretagne                                         | Ellez                              | 1937        |
| Lac de la Raviège             | 4,1              | 45             | Occitanie                                        | Agout                              | 1957        |
| Lac du Laouzas                | 4                | 40             | Occitanie                                        | Vèbre                              |             |
| Lac de Guerlédan              | 4                | 45             | Bretagne                                         | Blavet                             |             |
| Lac d'Esparron                | 3,8              | 55             | Provence-Alpes-Côte d'Azur                       | Verdon                             | 1967        |
| Lac de Saint-Cassien          | 3,7              | 66             | Provence-Alpes-Côte d'Azur                       | Biançon                            | 1966        |
| Lac des Settons               | 3,67             | 20             | Bourgogne-Franche-Comté                          | Cure                               | 1858        |
| Lac de Grangent               | 3,65             | 54             | Auvergne-Rhône-Alpes                             | Loire                              | 1957        |
| Lac du Sautet                 | 3,5              | 115            | Provence-Alpes-Côte d'Azur, Auvergne-Rhône-Alpes | Drac                               | 1935        |
| Lac des Eaux Bleues           | 3,5              | 7              | Auvergne-Rhône-Alpes                             | Rhône                              | 1975        |
| Lac de Roselend               | 3,2              | 149            | Auvergne-Rhône-Alpes                             | Doron de Beaufort                  |             |
| Lac de Chambon                | 3,12             | 58             | Centre-Val de Loire                              | Creuse                             | 21 mai 1927 |
| Lac de Pierre-Percée          | 3,04             | 78             | Grand Est                                        | Ruisseau de Vieux-Pré              | 1993        |
| Lac de la Liez                | 2,8              | 18             | Grand Est                                        | Canal entre Champagne et Bourgogne | 1886        |
| Lac du Chevril                | 2,74             | 181            | Auvergne-Rhône-Alpes                             | Isère                              | 1952        |
| Lac au Duc                    | 2,5              | 7              | Bretagne                                         | Yvel                               | 1882 XIIIe  |
| Lac du Bourdon                | 2,2              | 15             | Bourgogne-Franche-Comté                          | Bourdon                            | 1901        |
| Lac de Grand'Maison           | 2,2              | 90             | Auvergne-Rhône-Alpes                             | Eau d'Olle                         | 1988        |
| Lac des Saints-Peyres         | 2,1              |                | Occitanie                                        | Arn                                | 1935        |
| Lac de Rillé                  | 2,0              |                | Centre-Val de Loire, Pays de la Loire            | Lathan                             | 1977        |
| Lac de la Vingeanne           | 2,0              | 10             | Grand Est                                        | Canal entre Champagne et Bourgogne | 1906        |
| Lac de Charme                 | 2,0              | 15             | Grand Est                                        | Canal entre Champagne et Bourgogne | 1906        |
| Lac d'Avène                   | 1,9              | 35             | Occitanie                                        | Orb                                |             |
| Étang de Lanoux               | 1,9              | 75             | Occitanie                                        | Carol                              |             |
| Lac de Bordeaux               | 1,6              | 16             | Nouvelle-Aquitaine                               |                                    | 1966        |
| Étang du Boulet               | 1,5              | 5              | Bretagne                                         | Boulet                             | 1832        |
| Lac de Maine                  | 1,5              |                | Pays de la Loire                                 | Maine                              | 1970        |
| Lac des Bouillouses           | 1,49             | 25             | Occitanie                                        | Têt                                | 1910        |
| Lac de Carcès                 | 1                |                | Provence-Alpes-Côte d'Azur                       | Caramy                             | 1939        |
| Lac de Gaschet                | 1                |                | Guadeloupe                                       | Ravine Gaschet                     |             |
| Lac de Rabodanges             | 1                | 12             | Normandie                                        | Orne                               | 1960        |
| Lac de Vaivre                 | 0,95             |                | Bourgogne-Franche-Comté                          | Durgeon                            | 1976        |
| Étang de la Bonde             | 0,31             | 35             | Provence-Alpes-Côte d'Azur                       | Èze                                | XVe Siecle  |

### Étendues d'eau disparues
Cette section concerne des étendues d'eau temporaires, produites par des éboulements provoquant un barrage naturel.
| Nom               | Superficie (km²) | Profondeur (m) | Régions  | Notes |
| ----------------- | ---------------- | -------------- | -------- | --- |
| Lac Saint-Laurent | ~22              | -              | Dauphiné | Lac situé sur la commune du Bourg-d'Oisans en Isère et formé par un barrage naturel dû à un éboulement. Sa rupture provoqua l'inondation de Grenoble en 1219. |